# Himmiste (Saaremaa)
Himmiste is een plaats in de Estlandse gemeente Saaremaa, provincie Saaremaa. De plaats heeft de status van dorp (Estisch: küla).
Tot in december 2014 behoorde Himmiste tot de gemeente Lümanda, tot in oktober 2017 tot de gemeente Lääne-Saare en sindsdien tot de fusiegemeente Saaremaa.

## Bevolking
Het dorp had 6 inwoners op 31 december 2011 en ook 6 inwoners op 31 december 2021.

## Geschiedenis
Himmiste werd voor het eerst genoemd in 1592 onder de naam Himmy, een boerderij op het landgoed Pilguse (en voor een deel op het landgoed van Lümanda).
In 1977 werd Himmiste bij het buurdorp Pilguse gevoegd. In 1997 werd het weer een afzonderlijk dorp, terwijl Pilguse werd omgedoopt in Jõgela.